# Бинер, Альфонс
Альфо́нс Бине́р (фр. Alfonse Biner) — швейцарский кёрлингист.
В составе мужской сборной Швейцарии участник чемпионата мира 1966 (заняли пятое место). Четырёхкратный чемпион Швейцарии среди мужчин (все четыре раза в одинаковом состав команды).
Играл на позиции первого.

## Достижения
- Чемпионат Швейцарии по кёрлингу среди мужчин: золото (1951, 1960, 1961, 1965).

## Команды
| Сезон   | Четвёртый   | Третий         | Второй     | Первый        | Турниры                      |
| ------- | ----------- | -------------- | ---------- | ------------- | ---------------------------- |
| 1950—51 | Тео Вельшен | Герман Труффер | Карл Баярд | Альфонс Бинер | ЧШМ 1951                     |
| 1959—60 | Тео Вельшен | Герман Труффер | Карл Баярд | Альфонс Бинер | ЧШМ 1960                     |
| 1960—61 | Тео Вельшен | Герман Труффер | Карл Баярд | Альфонс Бинер | ЧШМ 1961                     |
| 1964—65 | Тео Вельшен | Герман Труффер | Карл Баярд | Альфонс Бинер | ЧШМ 1965 · ЧМ 1965 (5 место) |

(скипы выделены полужирным шрифтом)